# Adibah Amin
Khalidah Adibah binti Amin  (Johor Bahru, 19 de febrero de 1936) es una escritora, columnista, docente, y actriz malasia.

## Biografía
Nació en Johor Bahru, Johor, hija mayor de Ibu Zain, un editor de revistas, y de Tan Sri Zainon Sulaiman que luchó por la independencia de Malasia a través de Tunku Abdul Rahman. Después de asistir a una escuela de Inglés, a partir de los 10 años, empezó en 1953, estudios en la Universidad de Malasia. Y desde 1958, trabajó como profesora; convirtiéndose en 1970, directora de Sekolah Menengah Sri Puteri, en Kuala Lumpur.
Adibah Amin es recordada por muchos hablantes de inglés como la autora de la columna en el New Straits Times, que ella escribió en los años 70 y los años 80 usando el seudónimo Sri Delima. Las columnas fueron reeditadas en forma de libro en 2009.
Sus escritos incluyen tres novelas en idioma malayo: Bangsawan Tulen, Seroja Masih di Kolam (1968) y Tempat Jatuh Lagi Dikenang (1983). También ha escrito muchas obras de radio y cuentos. Su novela en inglés This End of the Rainbow se publicó en 2006.